# Víctor Cicchirillo
Víctor Sebastián Cicchirillo (Rosario, 14 de mayo de 1986) es un futbolista argentino que también posee la nacionalidad italiana. Juega de delantero y su actual equipo es el A.S.D. Racale de la Eccellenza Puglia de Italia.

## Trayectoria
Culminó su preparación en las divisiones menores del club Newell's Old Boys de Argentina antes de partir hacia Italia el 2007 para jugar por los equipos Calcio Bastia y Liberty Bari de las Ligas Regionales de Italia (sexta división), más conocidas como Liga Eccellenza.
En el 2008, nuevamente en su país natal, jugó por el club Coronel Aguirre en el Torneo del Interior (quinta división). Su siguiente equipo fue el San Martín Mutual, Social y Biblioteca de la Liga Departamental de fútbol San Martín. Posteriormente, recaló en el Argentino de Rosario de la Primera "C" para luego, a inicios del 2009, irse al Perú a jugar por el José Gálvez de la Primera División de ese país. En los pocos meses que estuvo en el cuadro chimbotano, disputó cuatro partidos y anotó un gol ante Total Chalaco. Luego continuó su periplo en el exterior fichando por el Atlético Audaz de la Serie B de Ecuador.
En la primera parte del 2010, jugó por el Juventud Unida de Pueblo Esther, equipo de la Liga Regional del Sud. En los últimos meses del año viajó a Italia, donde fichó por el A.S.D. Botrugno de la liga Promozione (séptima división). Ahí anotó cuatro goles. Para el 2011 pasó al Racale de la Eccellenza Puglia (sexta división). 
Luego en 2021 cambio su vida de deportista para convertirse en stripper y productor de cine para adultos. Haciendo escenas hetero y homosexuales.  
En la actualidad se encuentra privado de su libertad por la producción, venta y distribución de estupefacientes en fiestas electrónicas.  

## Clubes
| Club                  | País      | Año   |
| --------------------- | --------- | ----- |
| Calcio Bastia         | Italia    | 2007  |
| Liberty Bari          | Italia    | 2007  |
| Coronel Aguirre       | Argentina | 2008  |
| San Martín M. S. y B. | Argentina | 2008  |
| Argentino de Rosario  | Argentina | 2008  |
| José Gálvez           | Perú      | 2009  |
| Atlético Audaz        | Ecuador   | 2009  |
| Juventud Unida        | Argentina | 2010  |
| Botrugno              | Italia    | 2010  |
| Racale                | Italia    | 2011- |